# Jeanne Sauvé
Jeanne Mathilde Sauvé (Prud'homme, 26 aprile 1922 – Montréal, 26 gennaio 1993) è stata una giornalista e politica canadese, governatore generale del Canada dal 1984 al 1990.